# 阿木五郎
阿木 五郎（あき ごろう、1928年〈昭和3年〉3月3日 - ）は、兵庫県出身の俳優である。

## 出演作品

### テレビドラマ
- テレビ劇場（NHK）
  - 招かれざる客（1958年）
  - 春の雷（1959年）
  - 残像（1959年）
  - 石の顔（1960年）
  - 灰色のクローバー（1960年）
  - 追いつめられた…（1960年）
  - 女の流行（1960年）
  - 芭蕉の臨終（1962年）
- お好み日曜座（NHK） 祇園の姉妹（1959年）
- 東芝土曜劇場（CX）
  - 第24話「さしみ庖丁」（1959年）
  - 第116話「犯罪方程式」（1961年）
- 三菱ダイヤモンド劇場 花のれん（1960年、CX）
- 現代人間模様（NHK）
  - 第44・45話「過失 ある郵便外務員」（1960年）
  - 第85・86話「いらっしゃいませ ある百貨店にて」（1961年）
- 夜の十時劇場 青春の深き淵より（1960年、KTV）
- わが町の歌 第16話「将棋」（1961年、NHK）
- 創作劇場（NHK） 
  - 給料探し団（1962年）
  - 右と左（1963年）
- シャープ月曜劇場 母の初恋（1963年、KTV）
- 文芸劇場 第108話「転落の詩集」（1963年、NHK）
- 東芝日曜劇場 第388話「空をとぶ妻」（1964年、ABC）
- 風雪 六甲山のふもとで（1965年、NHK）
- 新選組血風録 第25話「流山」（NET / 東映京都テレビプロ） - 板垣退助
- 銭形平次（CX / 東映） 
  - 第3話「謎の夫婦雛」（1966年）
  - 第357話「雪の挽歌」（1973年）
- 待っていた用心棒 第25話「ただ一人の女」（1968年、NET / 東映）
- NHK劇場 海ぞいの道（1968年、NHK）
- 燃えよ剣 第1話「新撰組前夜」（1970年、NET/ 東映） - 刀屋
- 遠山の金さん捕物帳（NET / 東映）
  - 第113話「亭主に狙われた女」（1972年） - 医者
  - 第141話「孔子を裏切った男」（1973年） - 犬塚
- 二人の素浪人 第12話「対決!仕込み刀殺法」（1972年、CX / 東映） - 服部重蔵 
  - 必殺仕掛人
    - 第15話「人殺し人助け」（1972年） - 伊勢屋卯左衛門
    - 第31話「嘘の仕掛けに仕掛けの誠」（1973年） - 常陸屋

  - 助け人走る 第1話「女郎大脱走」（1973年） - 沖（同心）
  - 暗闇仕留人 第8話「儲けて候」（1974年） - 関
  - 必殺必中仕事屋稼業 第16話「仕上げて勝負」（1975年） - 墓守りの仁
  - 必殺仕置屋稼業
    - 第6話「一筆啓上怨霊が見えた」（1975年） - 仙八
    - 第18話「一筆啓上不実が見えた」（1975年） - 藤造

  - 必殺仕業人 第28話「あんたこの結果をどう思う」（1976年） - 為造
  - 必殺仕事人
    - 第20話「この世の地獄は何処にあるのか?」（1979年） - 耕兵ヱ
    - 第74話「引き技強奪押し込み斬り」（1980年）- 甲屋小平次

  - 新・必殺仕事人 第19話「主水 夜長にガッカリする」（1981年） - 勘助
  - 必殺仕事人V・激闘編 第23話「組紐屋の竜、襲われる」 (1986年） - 卯之吉
  - 必殺まっしぐら! 第10話「相手は草津温泉の乗っ取り男」（1986年10月17日） - 葛飾北斎
- 長谷川伸シリーズ 第10話「旅の風来坊」（1972年、NET）
- 大岡越前（TBS / C.A.L）
  - 第4部
    - 第3話「男やもめに花が咲く」（1974年）
    - 第22話「人情雛裁き」（1975年） - 大家

  - 第13部 第11話「情けに泣いたお役者小僧」（1993年） - 又造
- 水戸黄門（TBS / C.A.L）
  - 第6部 第1話「怒れ！薩摩隼人 -鹿児島-」（1975年3月31日）
  - 第16部
    - 第20話「九谷焼に賭けた兄弟愛 -大聖寺-」（1986年9月8日） - 杏雲堂の使用人
    - 第28話「娘を救った偽黄門 -弘前-」（1986年11月3日） - 名主

  - 第18部 第17話「暗雲払う破邪の剣 -平戸-」（1989年1月9日） - 源助
  - 第19部 第14話「恩讐越えた一刀彫 -米沢-」（1989年12月25日） - 音造
  - 第20部 第12話「悪を糺す阿波踊り -徳島-」（1991年1月28日）
  - 第22部 第28話「響け正義の御陣乗太鼓 -輪島-」（1993年11月22日） - 金杉屋
  - 第23部
    - 第19話「悲願叶えた高麗人参 -松江-」（1994年12月12日）
    - 第27話「酔いどれ男の恩返し -人吉-」（1995年2月13日） - 居酒屋の親爺
    - 第40話「闇を切り裂く白頭巾 -江戸-」（1995年5月15日） - 作平

  - 第24部 第8話「謎の美剣士! 紅夜叉 -岡山-」（1995年11月6日）
  - 第32部 第6話「肝っ玉女将と意地比べ -高山-」（2003年9月1日）
  - 第33部 第6話「甘ったれ若旦那に喝！ -出雲-」（2004年7月12日）-屋台の親爺
- 五街道まっしぐら! 第11話「河童と美女といたずら小僧」（1976年、NET / 東映）
- 横溝正史シリーズ 本陣殺人事件（1977年、MBS）
- 桃太郎侍（NTV / 東映）
  - 第18話「材木河岸に消えた影」（1977年） - 医者
  - 第141話「浮世絵美人を狙う鬼」（1979年）
  - 第224話「邪剣に勝った瓦版」（1981年）
  - 第233話「遠州路の決闘」（1981年）
- 別れて生きる時も（1978年、TBS） - 小川
- 長七郎天下ご免! 第7話「あきない札を喰った奴」（1979年、ANB） - 医者
- 葉蔭の露（1979年11月9日、朝日放送） - 近所の男
- ザ・商社（1980年、NHK） - 寺田秘書
- 銀河テレビ小説 悲しみだけが夢をみる（1988年、NHK） - 松吉
- 鬼平犯科帳（CX / 松竹）
  - 第1シリーズ 第19話「むかしの男」（1989年） - 松浦与助
  - 第2シリーズ 第17話「春の淡雪」（1991年）
  - 第3シリーズ 第4話「火付け船頭」（1991年）
  - 第4シリーズ 第2話「うんぷてんぷ」（1992年）
- あばれ八州御用旅 第1シリーズ 最終話「白頭巾危機一髪!」（1990年、TX） - 久造
- 幕府お耳役檜十三郎 第9話「女郎蜘蛛の罠」（1991年、TX / 松竹）
- 闇を斬る!大江戸犯科帳 第11話「運命の銃弾」（1993年、NTV） - 松五郎
- 江戸の用心棒 第18話「狙われた父娘」（1994年、NTV） - 久作
- 名奉行 遠山の金さん （ANB / 東映）
  - 第6シリーズ 第5話「仕舞い湯の男」（1994年） - 扇屋
  - 第7シリーズ 第17話「また男が死ぬ!私は疫病神の女」（1996年） - 松蔵
- 江戸を斬るVIII（TBS / C.A.L）
  - 第13話「愛しい娘が殺人者」（1994年） - 居酒屋親爺
  - 第20話「父の敵は十手持ち」（1994年）
- 御家人斬九郎 第1シリーズ 第2話「用心棒二人」（1995年、CX / 映像京都）
- 暴れん坊将軍VI（ANB / 東映）
  - 第32話「男と女の夢舞台」（1995年） - 小川庄太夫
  - 第44話「大江戸あばれ主従」（1995年） - 奥医師
- 江戸の用心棒II 第16話「危うし!朝霞清三郎」（1996年、NTV） - 善兵衛
- 土曜ワイド劇場 京都の芸者弁護士3 三方五湖、悪魔の逆転殺人（1999年、ABC）
- 盤嶽の一生 第2話「絵図面の謎」（2002年3月12日、フジテレビ）

### 映画
- 白い犬とワルツを（2002年、東映）

| スタブアイコン | サブスタブ | この項目は、まだ閲覧者の調べものの参照としては役立たない、俳優（男優・女優）に関連した書きかけの項目です。この項目を加筆・訂正などしてくださる協力者を求めています（P:映画/PJ芸能人）。 |